# NGC 6320
NGC 6320 este o galaxie spirală situată în constelația Hercule. A fost descoperită în 27 iulie 1872 de către Édouard Stephan. Aflată la o distanță de aproximativ 387 milioane ani-lumină de Pământ.

## Descoperirea
NGC 6320 a fost descoperită pe 27 iulie 1872 de către astronomul francez Édouard Stephan, un pionier în observarea obiectelor cerești îndepărtate. Descoperirea a fost înregistrată în celebrul catalog New General Catalogue (NGC), de unde își trage și denumirea actuală. Există unele mențiuni despre o posibilă observație preliminară anterioară, datând din 2 iunie 1869, însă poziția exactă și confirmarea ca obiect galactic au fost stabilite abia în 1872.

## Caracteristici generale
NGC 6320 este clasificată ca o galaxie spirală de tip SAbc sau Sbc, având o formă tipică cu un nucleu central și brațe spiralate care se întind în exterior. Magnitudinea aparentă a galaxiei este relativ slabă – între 13,9 și 14,9 în diferite filtre (V și B), ceea ce o face vizibilă doar cu ajutorul telescoapelor performante. Dimensiunile aparente sunt de aproximativ 1,26 x 0,82 arcminute, iar galaxia se prezintă cu o strălucire superficială de circa 23,6 mag/arcsec².
Pe lângă denumirea NGC, galaxia este cunoscută și sub alte coduri în cataloagele astronomice, precum UGC 10761, PGC 59852 sau MCG +07-35-044. Aceste identificări suplimentare o leagă de diverse baze de date galactice, permițând astronomilor să o studieze în contextul mai larg al universului extragalactic.

### Date cosmologice și masa estimată
Din punct de vedere cosmologic, NGC 6320 are o viteză radială de aproximativ 8.200 km/s, cu un redshift (z) de 0,0276. Aceste valori indică faptul că galaxia se află la o distanță de aproximativ 118,8 megaparseci, adică în jur de 387 milioane ani-lumină față de Pământ. Deși nu există o estimare precisă a masei în sursele accesibile, pe baza dimensiunilor și luminozității sale, masa stelară este estimată orientativ între 10¹⁰ și 10¹¹ mase solare – o valoare comparabilă cu cea a altor galaxii spiralate de dimensiuni medii.

## Observarea galaxiei
NGC 6320 poate fi observată în condiții bune cu un telescop reflector de cel puțin 500 mm. Așezată în constelația Hercule, galaxia este vizibilă în emisfera nordică și devine circumpolară pentru observatorii din latitudinile medii, ceea ce înseamnă că rămâne deasupra orizontului pentru o bună parte din an.
Coordonatele cerești precise, conform epocii J2000, sunt:

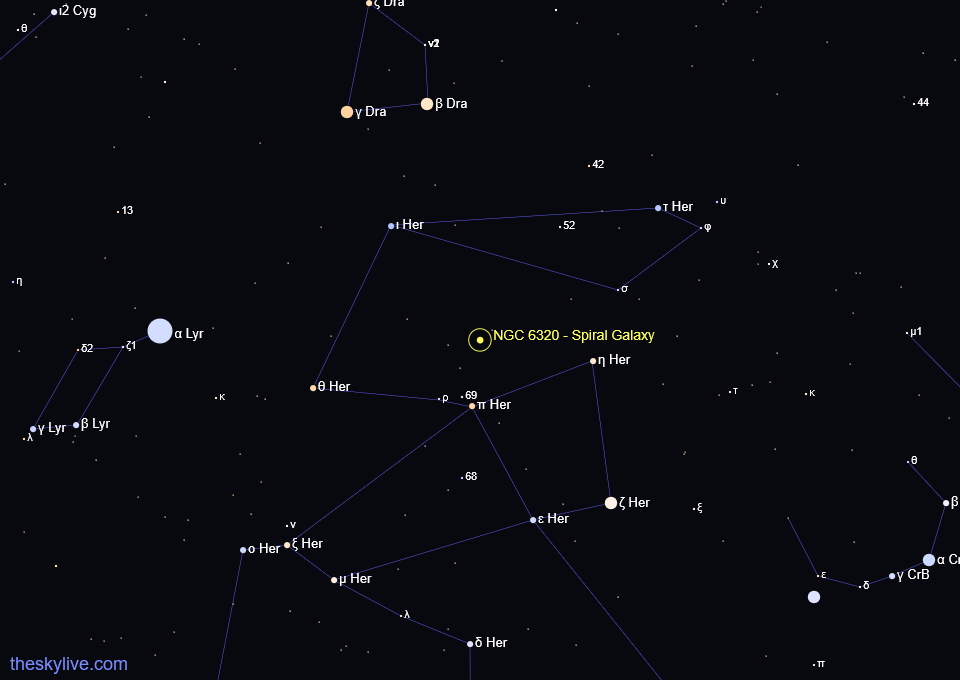
Pozitia galaxiei NGC 6320

- Ascensie dreaptă: 17h 12m 56s
- Declinație: +40° 15′ 59″[10]Pozitia galaxiei NGC 6320

## Natura galactică
Fiind o galaxie spiralată, NGC 6320 prezintă structura clasică a acestui tip: un nucleu central dens, înconjurat de brațe care formează o spirală. Clasificarea sa de tip SAbc sugerează că este o spirală normală, fără bară (spre deosebire de galaxiile SAB sau SB care prezintă bare centrale), cu brațe relativ largi și bine conturate. Nu există dovezi că ar fi o galaxie lenticulară sau că ar prezenta o bară galactică pronunțată.

### Context cosmic și apartenență
NGC 6320 nu face parte din Grupul Local, ci se află mult mai departe, la peste 100 Mpc de noi. Ea este inclusă în mai multe cataloage extragalactice și a fost studiată în cadrul unor proiecte internaționale de cartografiere a cerului, precum 2MASS. Deși se află într-o regiune populată de alte galaxii, nu este clar dacă aparține unui grup galactic compact, ceea ce o face interesantă pentru studiile legate de evoluția galaxiilor izolate.